# Tiso (zoologia)
Tiso Simon, 1884 è un genere di ragni appartenente alla famiglia Linyphiidae.

## Distribuzione
Delle nove specie attribuite a questo genere, sette sono state reperite nella regione olartica: la specie dall'areale più ampio è la T. affinis, rinvenuta in varie località dell'intera regione. Le ultime due specie scoperte nel 2011 sono state reperite in Asia meridionale: (India e Pakistan).

## Tassonomia
A giugno 2012, si compone di nove specie:
- Tiso aestivus (L. Koch, 1872) — Regione olartica
- Tiso biceps Gao, Zhu & Gao, 1993 — Cina
- Tiso camillus Tanasevitch, 1990 — Azerbaigian
- Tiso golovatchi Tanasevitch, 2006 — Russia
- Tiso incisus Tanasevitch, 2011 — India, Pakistan
- Tiso indianus Tanasevitch, 2011 — India
- Tiso megalops Caporiacco, 1935 — Karakorum
- Tiso strandi Kolosváry, 1934 — Ungheria
- Tiso vagans (Blackwall, 1834)[3] — Europa, Russia

### Specie trasferite
- Tiso clavatus Schenkel, 1927; trasferita al genere Scotinotylus Simon, 1884[1].
- Tiso lancearius Tanasevitch, 1987; trasferita al genere Allotiso Tanasevitch, 1990[1].
- Tiso nemoralis Holm, 1939; trasferita al genere Panamomops Simon, 1884[1].

### Sinonimi
- Tiso morosus Simon, 1884; riconosciuta in sinonimia con T. aestivus (L. Koch, 1872) a seguito di un lavoro di Denis (1949a).